# 伍尔夫希尔

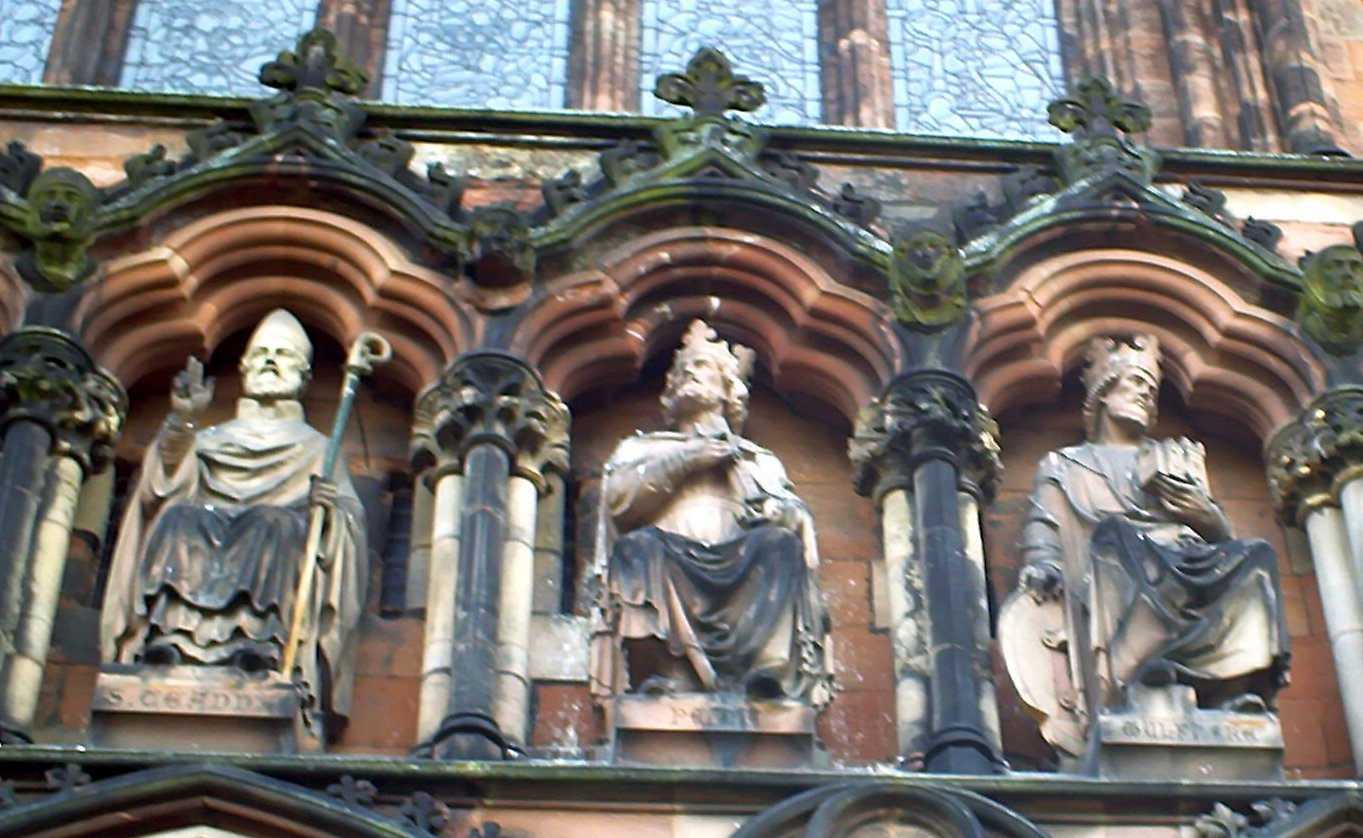
利奇菲尔德座堂的伍尔夫希尔雕像（右）

伍尔夫希尔（？—675年），又称乌尔法尔（Wulfar），是麦西亚的一个国王，658年—675年在位。他是麦西亚的第一位基督教国王，但他从盎格鲁-撒克逊异教皈依基督教的时间和方式不为人知。他的即位标志着诺森布里亚国王奥斯威对英格兰南部的霸权结束，伍尔夫希尔将其影响力扩展至该地区的大部分。他对西撒克逊人的征战使麦西亚控制了泰晤士河流域的大部分地区。他还征服了怀特岛和米恩河谷地，将其赠予南撒克逊人的国王埃塞尔韦尔。伍尔夫希尔的影响力扩展至萨里、埃塞克斯和肯特。他娶了肯特国王埃奥肯贝尔特的女儿埃奥尔门希尔德为妻。